# Pandanus bicornis
Pandanus bicornis är en enhjärtbladig växtart som beskrevs av Henry Nicholas Ridley. Pandanus bicornis ingår i släktet Pandanus och familjen Pandanaceae. Inga underarter finns listade.